# محله

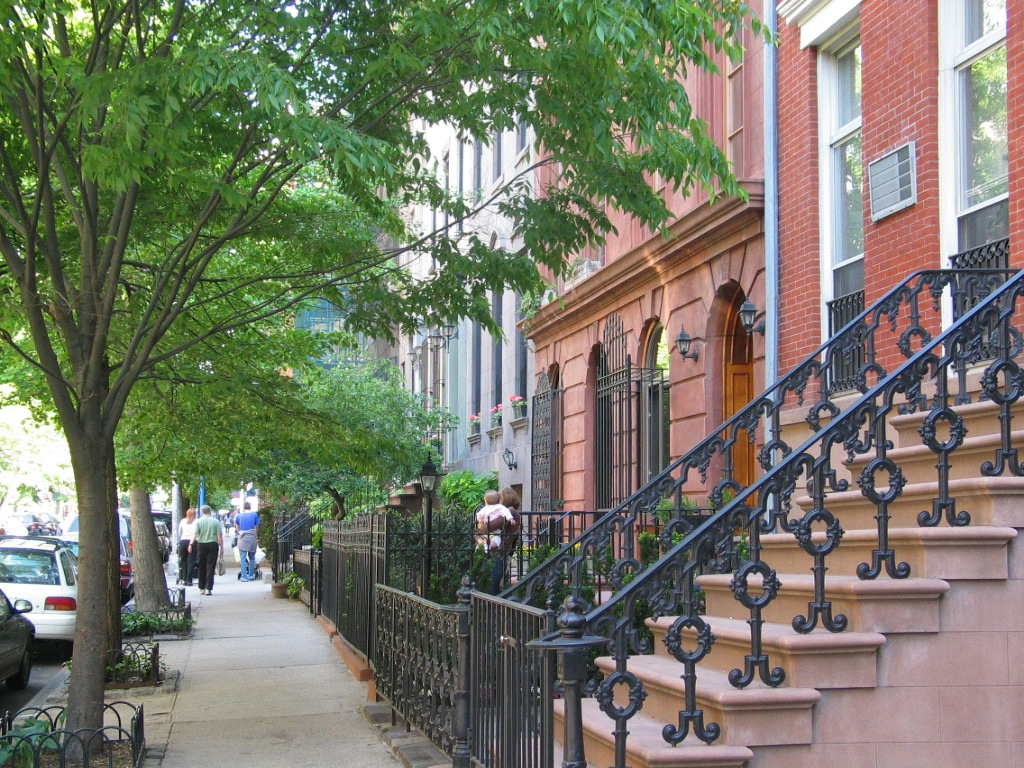
محله Meatpacking District در منهتن در شهر نیویورک

همسایگی یا محله به اجتماع ساکن و متمرکز در یک منطقه یا محله کوچک در داخل یک مکان بزرگتر مانند شهر، شهرک، حومه شهر یا منطقه روستایی گفته می‌شود. همسایگان اغلب گروه‌هایی اجتماعی هستند که دارای تعاملات چهره به چهره و روزمره هستند. محققان بر روی یک تعریف دقیق از همسایگی توافق ندارند اما یک تعریف اولیه می‌تواند این باشد که: «... همسایگی از نظر فضایی، به عنوان یک حوزه جغرافیایی خاص در نظر گرفته می‌شود و از نظر عملکردی هم، عبارت است از مجموعه‌ای از شبکه‌های اجتماعی. همسایگی فضایی واحد است که در آن برخورد و تعامل چهره به چهره اجتماعی رخ می‌دهد. این تعامل‌ها تنظیمات شخصی و موقعیت‌هایی هستند که ساکنان محله از آن‌ها به عنوان ارزشهای مشترک، معاشرت در جوانی و حفظ مؤثر کنترل اجتماعی یاد می‌کنند.» در انگلیسی قدیمی کلمه "neighbourhood" با عنوان neahdæl به کار می‌رفته‌است.

## تاریخچه
کاوشها و اسناد نشان می‌دهد که در بسیاری از شهرهای باستانی سراسر جهان، محلات وجود داشته‌اند. اسناد تاریخی روشن همسایگی زندگی همسایگی را در دوران‌های تاریخی پیش از صنعتی شدن و جوامع غیر غربی تأیید می‌کند.
همسایگی یا محلات به‌طور معمول ماحصل تعامل اجتماعی میان افراد نزدیک به یکدیگر است؛ بنابراین، همسایگی را می‌توان یک واحد اجتماعی بزرگتر از خانوار در نظر گرفت که به صورت مستقیم تحت کنترل دولت یا حاکمیت نیست. در برخی از جوامع شهری پیش از صنعتی شدن، سنت‌های اساسی شهرداری مانند حمایت اجتماعی، قوانین و مقررات تولد و ازدواج، تمیز کردن و نگهداری محله به صورت غیررسمی توسط همسایگان و نه مسئولان شهری صورت می‌گرفت است. این الگو در شهرهای اسلامی مشاهده شده‌است.

## جامعه‌شناسی

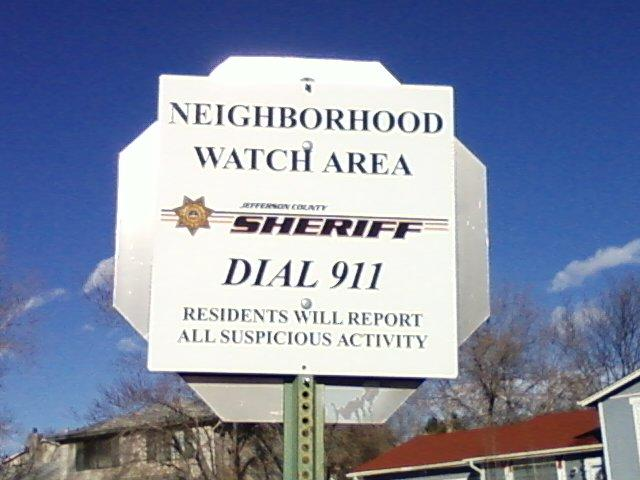
یک سازمان دیده بان محله sign in Jefferson County, Colorado

همسایگی (محلات) دارای چندین مزیت به عنوان مناطق واحد برای تجزیه و تحلیل سیاست و همچنین به عنوان یک عرصه اجتماعی در عمل هستند:
1. محلات برای اغلب مردمان شهرنشین دنیا یکسان و شناخته شده هستند.
2. محلات راحت و همیشه در دسترس و نزدیک خانه هستند.
3. اقدامات در یک محله کوچک اغلب نیاز چندانی به تخصصی کردن کارها و صرف سرمایه ندارد.
4. نتایج کارهای اجتماعی در سطح محلی بهتر مشخص می‌شوند تا در سطوح وسیع تر.
5. قابل مشاهده بودن نتایج و موفقیت‌ها، موجب کنشگری بیشتر همسایگان می‌شود.
6. به دلیل درگیر شدن همسایگان، ارتباطات و روابط با دیگر همسایگان تقویت می‌شود.
7. فعالیت در همسایگی و محله لذت بخش است.